# Komplexstamm
Als Komplexstämme werden mehrere miteinander verwachsenen Stämme eines Baumes bezeichnet.

## Baumarten mit Komplexstämmen
Die Gemeine Eibe gehört zur Gattung der Eiben aus der Familie der Eibengewächse. Auf der Nordhalbkugel kommen acht Arten von Eiben (Taxus Baccata) vor. Der immergrüne Nadelbaum erreicht selten Höhen über 20 m.